# Juan Fernández-archipel
De Juan Fernández-archipel is een Chileense eilandengroep op 670 km afstand van het Chileense vasteland op 33° 40' Z, 78° 50' W, ter hoogte van de stad Valparaíso. De archipel bestaat uit de volgende eilanden en eilandjes:
- Robinson Crusoe (ook wel Juan Fernández genoemd) (33° 13' S, 78° 50' W)
- Alejandro Selkirk (Alexander Selkirk) (33° 45'S, 80° 46'W, 181 km ten westen van Robinson Crusoe)
- Santa Clara (op 1 km ten zuidwesten van Robinson Crusoe)
- Een aantal zeer kleine eilandjes

De eilanden vallen bestuurlijk onder de provincie Valparaíso. Robinson Crusoe is het enige bewoonde eiland met 926 inwoners (2017), waarvan de meeste in de plaats San Juan Bautista wonen aan de noordzijde aan de Cumberlandbaai.

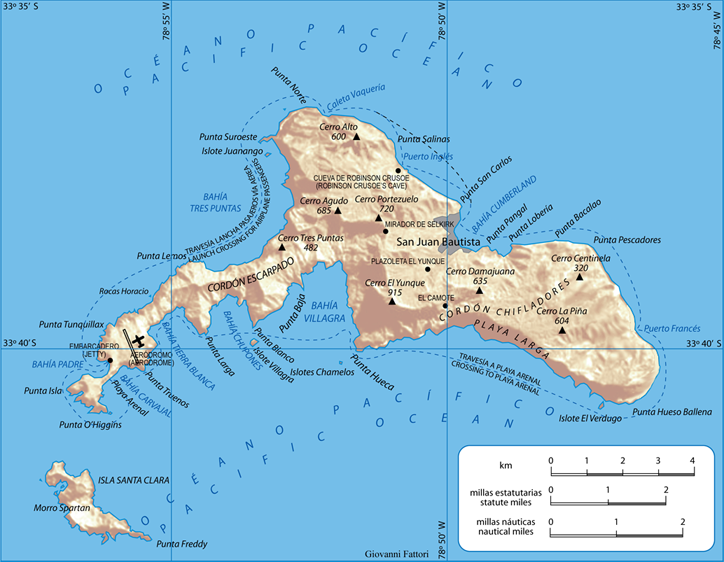
Robinson Crusoe en Santa Clara
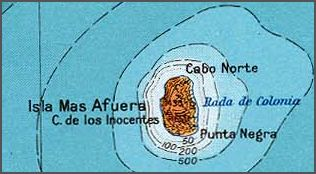
Alexander Selkirk / Isla más Afuera

De eilanden zijn vooral bekend geworden doordat de zeeman Alexander Selkirk (Alejandro Selkirk) er vier jaar verbleef, wat de schrijver Daniel Defoe inspireerde voor het schrijven van zijn boek Robinson Crusoe.

## Geschiedenis
De archipel is een van de weinige waar geen bewoning plaatsvond door Polynesiërs voor de ontdekking door de Europese ontdekkingsreizigers. Er zijn althans geen bewijzen gevonden dat de Polynesiërs verder oostelijk trokken dan Paaseiland en Salas y Gómez tijdens hun trek van 3600 tot 1000 jaar geleden.
Op 22 november 1574 ontdekte de Spaanse zeevaarder Juan Fernández, die voer tussen Peru en Valparaíso, waarschijnlijk de archipel (anderen schatten de datum ergens tussen 1563 en 1574). Het eiland dat hij het eerste ontdekte, noemde hij Más a Tierra (dichter bij het vasteland) om het te onderscheiden van het eiland dat hij 181 km westelijker vond en dat hij Más Afuera (meer buitenaf) noemde. (Later werden deze eilanden Robinson Crusoe en Alejandro Selkirk genoemd.) Het kleine eilandje ten zuidwesten van Más a Tierra noemde hij Islote Santa Clara.
Een eerste poging tot bewoning van Más a Tierra door 60 indigo's, die geiten en kippen waren meegegeven, mislukte en de archipel bleef tot ongeveer 1750 onbewoond, op één uitzondering na:
Van 1704 tot 1709 leefde de Schotse zeevaarder Alexander Selkirk op het eiland Más a Tierra, nadat hij ruzie had gekregen met de kapitein van het schip waar hij op voer.
Wel werd het eiland in de 17e en 18e eeuw gebruikt als schuilplaats voor piraten. Op 25 februari 1722 deed de Nederlandse ontdekkingsreiziger Jacob Roggeveen Juan Fernandez-eiland aan tijdens zijn reis op zoek naar het onbekende Zuidland. Hij besloot tijdens zijn terugreis hier een kolonie te gaan vestigen voor zeshonderd families, als steunpunt voor toekomstige reizen. Het zou een tweede Kaap de Goede Hoop worden, maar dan voor de West-Indische Compagnie namens welke Roggeveen zijn expeditie ondernam.
In 1749 bouwde Spanje het fort Santa Clara op Más a Tierra, waardoor de piraterij een halt toe geroepen werd en de eilandengroep bij het Spaanse grondgebied kwam.
Bij de onafhankelijkheid werden de eilanden onderdeel van Chili. In de 19e eeuw was er op Más a Tierra een strafkolonie.
In 1877 vestigde de Zwitserse officier Alfred von Rodt zich op het eiland en begon met de ontwikkeling en bewoning van het eiland. Er is een bloem en een restaurant op het eiland naar deze baron vernoemd.
Op 14 maart 1915 werd bij het eiland Más a Tierra de Duitse kruiser Dresden door de bemanning tot zinken gebracht, nadat de kruiser na een lange achtervolging was ingesloten door de Britse kruisers HMS Glasgow, HMS Kent en HMS Orakan. De bemanning wist te ontkomen naar het eiland. Het schip ligt nog steeds in de Cumberland baai op 65 meter diepte en is door de Chileense overheid aangemerkt als nationaal monument. De plaats van het wrak is gemarkeerd met 2 gele boeien.
In 1966 veranderde de Chileense overheid, door het succes van het boek Robinson Crusoe, de naam van de eilanden Más Afuera en Más a Tierra in Alejandro Selkirk en Robinson Crusoe om daarmee het toerisme te bevorderen.
Ook werd in 1974 het fort Santa Clara geherconstrueerd en in 1979 tot nationaal monument verklaard.
De eilanden werden in 1935 tot Nationaal Park verklaard door de Chileense overheid en in 1977 verklaarde UNESCO het tot biosfeerreservaat.
In 1998 kwam de Amerikaanse industrieel Bernard Keiser naar het eiland Robinson Crusoe met als doel de grootste piratenschat ter wereld op te graven. Uitgerust met oude zeekaarten en een budget van enkele miljoenen groef hij enkele tunnels in de rode aarde, echter zonder resultaat. De schat waar hij naar op zoek was, was die van de Duitse kruiser Dresden. Het gerucht ging dat die het fortuin van de Duitse inwoners van Mexico ten tijde van de Eerste Wereldoorlog aan boord zou hebben gehad. De kruiser was daar namelijk geweest voordat deze via de Falklandeilanden het eiland had bereikt.

## Geologie
De eilanden zijn vulkanisch van oorsprong en gecreëerd door een hotspot in de aardkorst, die door de Nazca Plaat is gebroken om de eilanden te vormen.
De eilanden werden daarna oostwaarts gedreven doordat de Nazca Plaat zich onder het Zuid-Amerikaans continent drukte. Een van de ondergrondse vulkanen bij dezelfde hotspot barstte nog uit in 1835.
Radioactieve datering geeft aan dat Santa Clara het oudste eiland is (5,8 miljoen jaar), gevolgd door Robinson Crusoe (3,8 tot 4,2 miljoen jaar) en ten slotte Alexander Selkirk (1,0 tot 2,4 miljoen jaar). Robinson Crusoe is het grootste eiland van de archipel met 47 km². De hoogste berg van het eiland is El Yunque (916 m).
Alexander Selkirk is met 44 km² het tweede eiland van de archipel. De hoogste berg van het eiland is Los Innocentes (1319 m). Santa Clara ten slotte is het kleinste eiland met 2,2 km² en is op het hoogste punt 350 meter hoog. De eilanden rijzen steil op uit de zee en hebben slechts enkele stranden en baaien.

## Klimaat
De eilanden hebben een subtropisch klimaat en worden beïnvloed door de koude Humboldt Stroom (vernoemd naar Alexander von Humboldt), die noordwaarts stroomt langs de Zuid-Amerikaanse kust, ten oosten van de eilanden en door de zuidoostelijke passaatwinden. De temperatuur varieert van 3-34 °C (jaarlijks gemiddelde 15,4 °C). In de bergen is het klimaat koeler, waarbij het op Robinson Crusoe soms zelfs kan vriezen. De regenval is groter in de wintermaanden en varieert per hoogte en ligging. Boven de 500 meter valt de meeste regen. Aan de lijzijde van Robinson Crusoe en Santa Clara is het juist vrij droog. De regenval varieert van 318-1698 mm per jaar (gemiddeld 1081 mm). De regenval hangt vooral af van de El Niño oscillatie.

## Ecologie
Op de eilanden bevinden zich veel inheemse planten en dieren, waardoor ze geclassificeerd zijn als een onderscheidbare ecoregio. Omdat de eilanden vulkanisch en afgelegen zijn, moesten de planten en dieren een enorme afstand overbruggen om de eilandenarchipel te bereiken. Dit heeft ervoor gezorgd dat er slechts weinig plant- en diersoorten voorkomen. De dichtstbijzijnde families van de soorten kunnen worden gevonden in de gematigde breedbladige en gemengde bossen ecoregio's van Zuid-Amerika. In de jaren 1990 zijn er pogingen gedaan om het eiland ecologisch te herstellen met onder andere een project dat werd gesteund met geld van de Nederlandse regering.

### Flora
De plantensoorten op de eilanden zijn voor 62% inheems en worden nergens anders in de wereld gevonden. Er zijn 209 soorten bloemplanten, waarvan ongeveer 150 Bedektzadigen en 50 soorten varens. Er zijn 126 verschillende inheemse planten met 12 geslachten en 1 familie (Lactoridaceae). Veel planten hebben kenmerken van Antarctische flora en zijn gerelateerd aan planten in Zuid-Amerika, Australië en Nieuw-Zeeland.
De vegetatie van de twee grote eilanden verschilt wat van elkaar; beide eilanden kennen een min of meer unieke verzameling planten, waarbij de vegetatie verandert met de hoogte; de vegetatie bestaat uit gras- en struikland in lager gelegen gebieden, hoge montane bossen in middelhoog gelegen gebieden en struikland in de hoger gelegen gebieden.
De hoge montane bossen worden gedomineerd door drie inheemse soorten; Drimys confertifolia op beide grote eilanden; Myrceugenia fernandeziana op Robinson Crusoe en Myrceugenia schulzei op Alexander Selkirk. In de boomvarenbossen op de eilanden bevinden zich vooral de inheemse soorten Dicksonia (D. berteriana op Robinson Crusoe en D. externa op Alexander Selkirk) en Thyrsopteris (T. elegans). Een inheemse sandelhoutsoort; Santalum fernandezianum werd om zijn hout (voor wierook) te veel gekapt en is sinds 1908 niet meer waargenomen op de eilanden.

### Fauna
Het aantal diersoorten op de eilanden is beperkt. Er broeden 17 soorten land- en zeevogels op de eilanden, waarvan vijf endemische vogelsoorten en een endemische soort pelsrob:
1. de Juan-Fernandezkolibrie (Sephanoides fernandensis), een ernstig bedreigde soort op de Rode Lijst van de IUCN.
2. de eveneens ernstig bedreigde zangvogel masafuera-rayadito (Aphrastura masafuerae) op Robinson Crusoe.
3. de zangvogelsoort Juan-Fernandezmeestiran (Anairetes fernandezianus), een bedreigde soort op Rode Lijst van de IUCN.
4. de witnekstormvogel (Pterodroma externa) met een grote broedpopulatie, maar toch een kwetsbare soort op de Rode Lijst van de IUCN.
5. de zeevogel Stejnegers stormvogel (Pterodroma longirostris) met nog een redelijk grote broedpopulatie maar toch een kwetsbare soort van de Rode Lijst van de IUCN.
6. de juan fernandez-zeebeer (Arctocephalus philippii) was bijna uitgestorven door de jacht erop van de 16e tot de 19e eeuw. De soort werd echter herontdekt in 1965. Het is een (in 2014) niet meer bedreigde diersoort op de Rode Lijst van de IUCN.

## Toerisme
Dankzij het verhaal van Alexander Selkirk en de marketingcampagne van de Chileense overheid trekken de eilanden elk jaar beperkte hoeveelheden toeristen. Verschillende reisorganisaties organiseren excursies naar de eilanden.